# Louis Mandrin
Louis Mandrin (pronunciado lwi mɑ̃dʁɛ̃; 11 de fevereiro de 1725 – 26 de maio de 1755) foi um contrabandista francês da região do Dauphiné, nascido em Saint-Étienne-de-Saint-Geoirs e conhecido como "o Robin Hood da França".

## Biografia
A família de Mandrin era bem estabelecida na região em que nascera, mas não mais próspera como no passado. O pai de Mandrin, um comerciante de cavalos, morreu quando Mandrin tinha 17 anos, deixando para trás nove crianças - Mandrin, o mais velho delas, virou o novo chefe de família.
Mandrin tornou-se famoso por sua rebelião contra a agência dos cobradores de imposto do Antigo Regime, o ferme générale. Nesta época, os impostos eram cobrados na forma de sal, tabaco, ou produtos agrícolas. Os coletores de impostos, chamados fermiers, ou fazendeiros (de impostos), eram encarregados de coletar todos os impostos existentes em nome do rei, mas ficavam com parte para si, o que enraivecia a população.
O primeiro encontro de Mandrin com os fermiers foi em 1748. Ele havia sido contratado pelo governo para fornecer mulas ao exército Francês na Itália, mas na travessia dos alpes, muitos dos animais morreram, ao que os oficiais recusaram-se a pagar Mandrin pela entrega incompleta. Cinco anos mais tarde, em 27 de Julho de 1753, Mandrin e seu amigo Benoit Brissaud envolveram-se em uma briga, e um de seus adversários morreu no confronto. Brissaud foi sentenciado à morte e Mandrin para as galeras. Mandrin conseguiu fugir, mas Brissaud foi pego e enforcado na Praça de Breuil (atual Place Grenette), em Grenoble. No mesmo dia o irmão de Mandrin, Pierre, foi enforcado por falsificação. Mandrin declarou então uma guerra pessoal contra os fermiers.
Entrou em um grupo de contrabandistas que adquiria tabaco nos Cantões da Suíça e no Ducado da Saboia e revendia na França sem o pagamento de impostos - barganha que a população local apreciava. Mandrin rapidamente tornou-se um líder do pequeno exército de cerca de 300 homens, os quais ele transformou em um verdadeiro regimento militar. Eles possuíam depósitos de armas e bens roubados do Ducado, e Mandrin acreditava estar fora do alcance das autoridades francesas. No ano de 1754 ele organizou seis "campanhas militares" contra coletores de impostos impopulares entre a população, ganhando sua afeição. Em pouco tempo, o governo passou leis afim de inibir as atividades comerciais do grupo, ao que Mandrin marchou a Rodez, forçando os cobradores de impostos a comprarem os bens contrabandeados sob a mira de arma.
As autoridades, extasiadas com as ações de Mandrin e sua popularidade, obtiveram ajuda do Exército Real, mas Mandrin refugiou-se na Saboia, Perdo e Pont-de-Beauvoisin. Os coletores de impostos resolveram entrar o Ducado da Saboia ilegalmente, disfarçando 500 homens de plebeus. Mandrin foi traído por dois de seus homens, e os fermiers apreenderam-no em uma fazenda fortificada em Rochefort-en-Novalaise. Quando o rei da Saboia, Carlos Emanuel III da Sardenha, descobriu da invasão francesa a seu território, imediatamente escreveu ao rei da França, Louis XV, exigindo que o prisioneiro lhe fosse entregue, ao que o rei francês cedeu. Todavia, os fermiers estavam tão entusiasmados a livrarem-se de Mandrin que apressaram seu julgamento e execução antes que a mensagem do rei chegasse a eles.
Mandrin foi julgado em 24 de Maio de 1755 na cidade de [Valence-sur-Rhône, e sentenciado à roda, uma pena reservada a sérias ofensas. Foi executado em 26 de Maio de 1755 em frente a 6000 espectadores, muitos deles simpáticos à causa de Mandrin. Seus braços, suas pernas e seu estômago foram quebrados com pauladas de barras de ferro e ele foi prendido à roda e torturado, sem soltar um único grito. Após oito minutos, foi estrangulado para ter seu sofrimento encerrado. Seu corpo mutilado foi posto à exposição da população, e muitos deixaram homenagens ao lado dele - começava a lenda de Mandrin.
A luta de Mandrin contra as injustiças do Antigo Regime foram discutidas por toda a Europa. Voltaire comparou-o com Frederico, o Grande) e Turgot. Uma balada popular, Complainte de Mandrin, era cantada por toda a França e é conhecida até os dias de hoje. Seu autor é desconhecido.
Extremamente popular durante sua vida, Mandrin é famoso até hoje na região de seu nascimento, o Dauphiné, e na Saboia, e em grau menor no resto da França. Um longa metragem sobre sua vida foi lançado em 2011.

## Na cultura popular

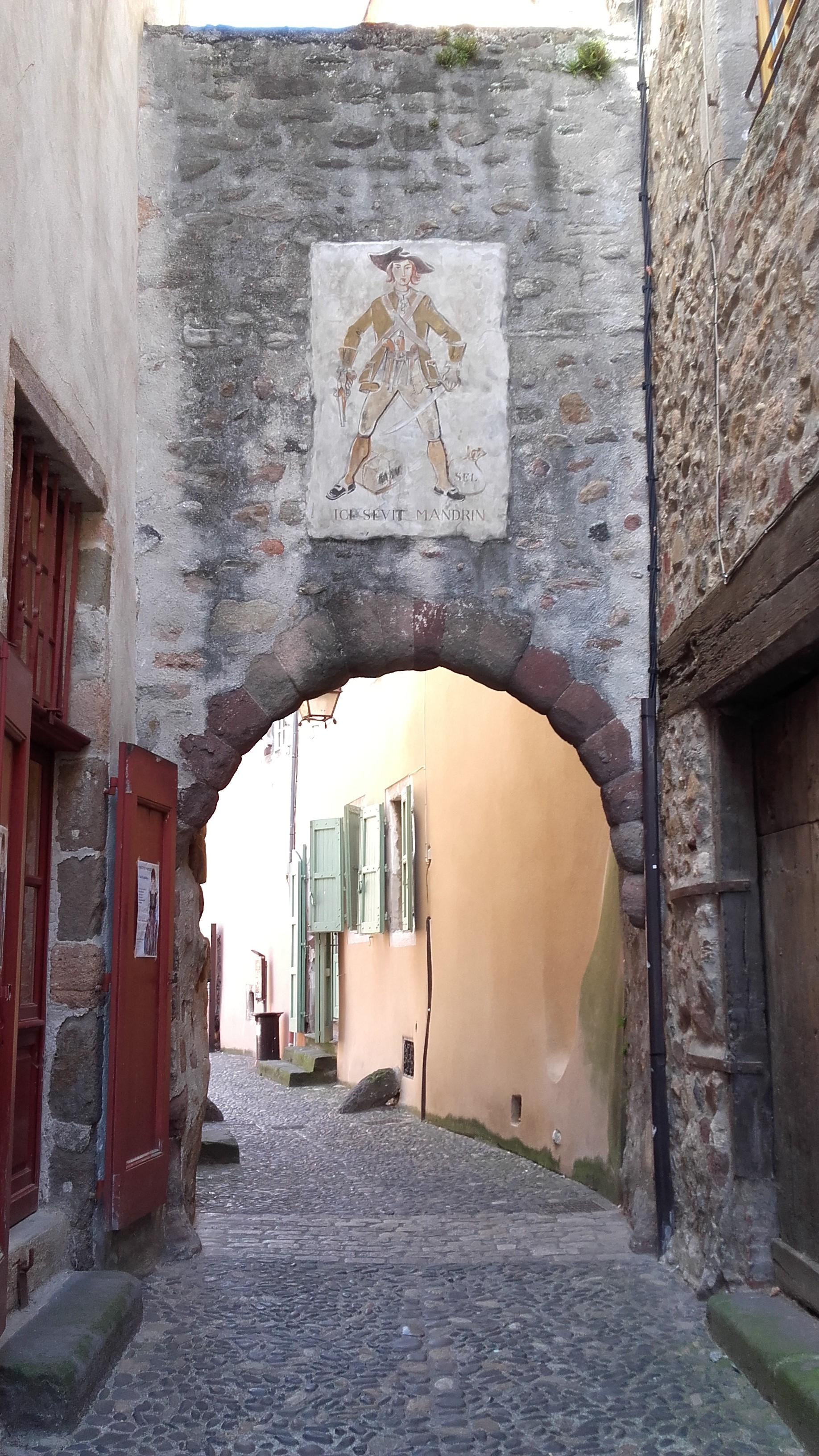
Mural com uma pintura de Mandrin em Brioude

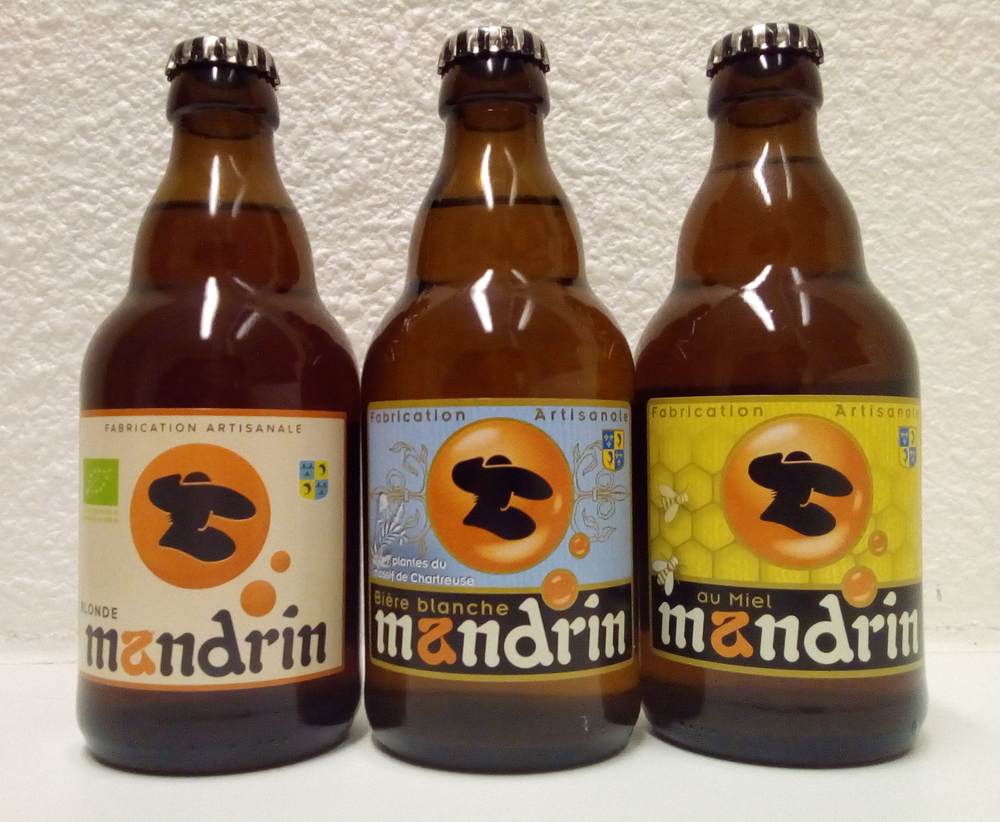
Cerveja com a marca "Mandrin"

### Na literatura
- Mandrin é mencionado na mais famosa novela de Victor Hugo, Les Misérables[5]

### Cinema e televisão
- Mandrin, 1st period : The Liberator (1948)
- Mandrin, 2nd period : Tragedy of a Century (1948)
- Le avventure di Mandrin (1952)
- Mandrin, Gentleman Robber (1962, de um livro por Arthur Bernède)
- Mandrin, Gentleman robber (1971, série de TV com 6 episódios)
- Les Chants de Mandrin (2011), "As Baladas de Mandrin" (filme Francês) (em francês)

### Exposições
- No Musée dauphinois em Grenoble, uma exposição intitulada Louis Mandrin, malfaiteur ou bandit au grand cœur ? (Louis Mandrin, malfeitor ou fora da lei com um bom coração?" foi exibida de 13 de Maio de 2005 a 27 de Março de 2006.[6]
- Alguns pertences de Mandrin foram expostos no Musée-Pontois[7]
- No Musée national des Douanes, em Bordeaux

### Marcas
Em 2002, uma destilaria grenobliense começou a fabricar uma cervejada com seu nome. Hoje, a Brasserie artisanale du Dauphiné fabrica seis marcas diferentes com seu nome.